# Polygala gerrardii
Polygala gerrardii är en jungfrulinsväxtart som beskrevs av Chod.. Polygala gerrardii ingår i släktet jungfrulinssläktet, och familjen jungfrulinsväxter. Inga underarter finns listade i Catalogue of Life.